# Юнацька збірна Грузії з футболу (U-16)
Юнацька збірна Грузії з футболу (U-16) — національна футбольна збірна Грузії, що складається із гравців віком до 16 років. Керівництво командою здійснює Грецька федерація футболу. Збірна може брати участь у товариських і регіональних змаганнях.
Формує найближчий кадровий резерв для основної юнацької збірної, команди до 17 років, яка може кваліфікуватися на Юнацький чемпіонат Європи з футболу (U-17). До зміни формату юнацьких чемпіонатів Європи у 2001 році саме команда 16-річних функціонувала як одна з основних юнацьких збірних і боролася за право участі у відповідній континентальній юнацькій першості з футболу.

## Юнацький чемпіонат Європи (U-16)
| Рік  | Раунд         | В | Н | П | Г+ | Г- |
| ---- | ------------- | - | - | - | -- | -- |
| 1997 | груповий етап | 0 | 0 | 3 | 7  | 16 |